# Deniz Gül
Deniz Daniel Gül (Estocolmo, Suecia, 2 de julio de 2004) es un futbolista turco que juega de delantero en el F. C. Porto de la Primeira Liga.

## Primeros años
Nacido y criado en Estocolmo, de padre turco y madre sueca, Gül empezó a jugar al fútbol en el club local Stuvsta IF. Más tarde representó a Segeltorps IF, IF Brommapojkarna, AIK Estocolmo y F. C. Djursholm en categorías inferiores.
En 2021 ingresó en la cantera del Hammarby IF. En agosto de 2022 rechazó un fichaje por el Cagliari Calcio. Ganó la Allsvenskan P19 de 2022 con el Hammarby, convirtiéndose en el máximo goleador de la liga y siendo elegido delantero del año.

## Trayectoria
El 17 de septiembre de 2022 fue convocado por primera vez con la selección absoluta del Hammarby en la Allsvenskan, pero permaneció en el banquillo todo el partido en un empate a domicilio 1-1 contra el BK Häcken. En enero de 2023 firmó un contrato de tres años con el Hammarby. Durante la temporada 2023 jugó sobre todo en el equipo filial Hammarby TFF de la Primera División de Suecia, y marcó 14 goles en 22 partidos. El 22 de octubre de 2023 debutó en liga con el Hammarby en la Allsvenskan, saliendo como suplente en el empate a 0 contra el Djurgårdens IF.
El 24 de agosto de 2024 fichó por el F. C. Porto con un contrato hasta 2029.

## Selección nacional
En 2023 fue convocado con la selección sub-19 de Suecia, participando en la clasificación para el Campeonato de Europa Sub-19 de la UEFA 2023.
El 20 de marzo de 2025 hizo su debut con la selección de Turquía en la ida de la promoción de ascenso y descenso de la Liga de Naciones de la UEFA 2024-25 frente a Hungría que ganaron por tres a uno.

## Estadísticas

### Clubes
Actualizado al último partido disputado el 7 de noviembre de 2024.
| Club                  | Div.          | Temporada     | Liga  | Liga  | Liga   | Copas nacionales | Copas nacionales | Copas nacionales | Copas internacionales | Copas internacionales | Copas internacionales | Total | Total | Total  |
| Club                  | Div.          | Temporada     | Part. | Goles | Asist. | Part.            | Goles            | Asist.           | Part.                 | Goles                 | Asist.                | Part. | Goles | Asist. |
| --------------------- | ------------- | ------------- | ----- | ----- | ------ | ---------------- | ---------------- | ---------------- | --------------------- | --------------------- | --------------------- | ----- | ----- | ------ |
| Hammarby TFF · Suecia | 3.ª           | 2023          | 23    | 14    | 1      | —                | —                | —                | —                     | —                     | —                     | 23    | 14    | 1      |
| Hammarby TFF · Suecia | Total club    | Total club    | 23    | 14    | 1      | 0                | 0                | 0                | 0                     | 0                     | 0                     | 23    | 14    | 1      |
| Hammarby IF · Suecia  | 1.ª           | 2023          | 3     | 0     | 0      | —                | —                | —                | ―                     | ―                     | ―                     | 3     | 0     | 0      |
| Hammarby IF · Suecia  | 1.ª           | 2024          | 18    | 3     | 1      | 4                | 0                | 0                | ―                     | ―                     | ―                     | 22    | 3     | 1      |
| Hammarby IF · Suecia  | Total club    | Total club    | 21    | 3     | 1      | 4                | 0                | 0                | 0                     | 0                     | 0                     | 25    | 3     | 1      |
| F. C. Porto Portugal  | 1.ª           | 2024-25       | 2     | 1     | 0      | 1                | 0                | 0                | 3                     | 1                     | 0                     | 6     | 2     | 0      |
| F. C. Porto Portugal  | Total club    | Total club    | 2     | 1     | 0      | 1                | 0                | 0                | 3                     | 1                     | 0                     | 6     | 2     | 0      |
| Total carrera         | Total carrera | Total carrera | 46    | 18    | 2      | 5                | 0                | 0                | 3                     | 1                     | 0                     | 54    | 19    | 2      |